# Saint-Jean-des-Échelles
Saint-Jean-des-Échelles is een gemeente in het Franse departement Sarthe (regio Pays de la Loire) en telt 257 inwoners (2005). De plaats maakt deel uit van het arrondissement Mamers.

## Geografie
De oppervlakte van Saint-Jean-des-Échelles bedraagt 10,5 km², de bevolkingsdichtheid is 24,5 inwoners per km².
De onderstaande kaart toont de ligging van Saint-Jean-des-Échelles met de belangrijkste infrastructuur en aangrenzende gemeenten.

## Demografie
Onderstaande figuur toont het verloop van het inwonertal (bron: INSEE-tellingen).